# Morze, Statki i Okręty
Morze, Statki i Okręty – dwumiesięcznik marynistyczny wydawany od 1996 roku przez wydawnictwo Magnum-X.

## Historia
Czasopismo ukazuje się od 1996 roku, początkowo jako kwartalnik. Według deklaracji redakcji zostało założone jako ogólnopolski periodyk propagujący tematykę związaną z tradycjami morskimi i gospodarką morską, przeznaczony dla ludzi interesujących się morzami i jednostkami pływającymi, wypełniający lukę na rynku po miesięczniku „Morze”. Od 1999 roku ukazywało się jako dwumiesięcznik, a od 2007 roku jako miesięcznik. Początkowo nosiło tytuł „Morza, Statki i Okręty”, zmieniony w 2006 roku na „Morze, Statki i Okręty”. Od 2004 roku pismo jest w całości kolorowe (poprzednio jedynie wkładki). W 2008 roku rozpoczęto wydawanie numerów specjalnych, początkowo nieregularnych. Od 2014 roku ukazywało się w dwóch niezależnych dwumiesięcznych cyklach, jako wydanie zwykłe i wydanie specjalne, z ciągłą numeracją.
Jesienią 2015 roku redaktor naczelny Tomasz Grotnik i jego zastępca Andrzej Jaskuła odeszli z pisma, tworząc podobny konkurencyjny miesięcznik „Morza i Okręty” (od 2017 roku: „Morze”), wydawany do 2019 roku przez Zespół Badań i Analiz Militarnych (ZBiAM). „Morze, Statki i Okręty” kontynuowało działalność z nową redakcją, zmieniając częściowo profil, według deklaracji redakcyjnej na bardziej opiniotwórczy, poruszający zagadnienia związane z flotami wojennymi i gospodarką morską. Od początku 2017 roku zaprzestano wydawać numery specjalne i pismo pozostało dwumiesięcznikiem.

## Redaktorzy naczelni
- Cezary Szoszkiewicz (1996-2002)[12]
- Andrzej Jaskuła (2002-2008)[13]
- Tomasz Grotnik (2008-2015)[14]
- Mariusz Konarski (2015-2019)[10]
- Robert Rochowicz (od 2019)[15]

## Stali współpracownicy
Między innymi:
- Marek Błuś
- Mariusz Borowiak[10]
- Jarosław Ciślak
- Waldemar Danielewicz
- Adam Fleks
- Krzysztof Gerlach
- Michał Glock
- Wojciech Holicki
- Rafał M. Kaczmarek
- Tadeusz Klimczyk
- Jacek Krzewiński
- Sławomir Lipiecki[15]
- Andrzej Nitka
- Piotr Olender
- Łukasz Pacholski
- Andrzej Perepeczko
- Robert Rochowicz
- Marek Twardowski
- Krzysztof Zalewski (redaktor)[13]